# Вест-Гілл (Огайо)
Вест-Гілл (англ. West Hill) — переписна місцевість (CDP) в США, в окрузі Трамбалл штату Огайо. Населення — 2218 осіб (2020).

## Географія
Вест-Гілл розташований за координатами 41°13′47″ пн. ш. 80°31′39″ зх. д. / 41.22972° пн. ш. 80.52750° зх. д. (41.229755, -80.527428).  За даними Бюро перепису населення США в 2010 році переписна місцевість мала площу 4,08 км², уся площа — суходіл.

## Демографія
Згідно з переписом 2010 року, у переписній місцевості мешкали 2273 особи в 927 домогосподарствах у складі 564 родин. Густота населення становила 557 осіб/км².  Було 1082 помешкання (265/км²).
Расовий склад населення:
| - 86,1 % — білих - 9,4 % — чорних або афроамериканців - 0,1 % — азіатів |

До двох чи більше рас належало 4,1 %. Частка іспаномовних становила 1,2 % від усіх жителів.
За віковим діапазоном населення розподілялося таким чином: 22,6 % — особи молодші 18 років, 58,4 % — особи у віці 18—64 років, 19,0 % — особи у віці 65 років та старші. Медіана віку мешканця становила 42,7 року. На 100 осіб жіночої статі у переписній місцевості припадало 95,3 чоловіків;  на 100 жінок у віці від 18 років та старших — 91,1 чоловіків також старших 18 років.
Середній дохід на одне домашнє господарство  становив 28 787 доларів США (медіана — 21 204), а середній дохід на одну сім'ю — 38 226 доларів (медіана — 35 489). Медіана доходів становила 33 824 долари для чоловіків та 27 143 долари для жінок. За межею бідності перебувало 34,3 % осіб, у тому числі 33,5 % дітей у віці до 18 років та 14,9 % осіб у віці 65 років та старших.
Цивільне працевлаштоване населення становило 765 осіб. Основні галузі зайнятості: освіта, охорона здоров'я та соціальна допомога — 27,1 %, виробництво — 21,7 %, мистецтво, розваги та відпочинок — 16,3 %, роздрібна торгівля — 12,4 %.